# Ogg Media
Pour les articles homonymes, voir OGM (homonymie).
Ogg Media (OGM) est un format de fichier conteneur vidéo (extension *.ogm) capable de gérer un flux vidéo (Theora, Xvid ou DivX), une ou plusieurs pistes son (Ogg Vorbis, Ogg Vorbis 5.1, AC3, MP3 ou FLAC et WAV), des sous-titres et un chapitrage, le tout dans un même fichier. Le Ogg Media (*.ogm) fut développé par Tobias Waldvogel. Il possède plusieurs avantages comme le multipiste, le multicanal, les sous-titres intégrés, le chapitrage, le multiplexage ainsi que la correction d'erreur. Le conteneur Ogg Media (*.ogm) a gagné en popularité face au conteneur AVI, avant d'être lui-même supplanté par le conteneur Matroska.
Ogg Media est une modification (ou hack, dans le sens légal du terme) du conteneur Ogg, lequel ne supporte que les formats libres (Theora et Vorbis) de la fondation Xiph.org.

## Liste de Codec
- Ogg Vorbis Direct Show Filter : Pour que votre lecteur puisse lire les *.ogm
- Ogg Subtitle filter : Pour afficher les sous-titres du fichier *.ogm
- Channel Downmixer : Pour lire l'audio des Ogm/Ogg5.1